# District de Baja
Le district de Baja (en hongrois : Bajai járás) est un des 11 districts du comitat de Bács-Kiskun en Hongrie. Créé en 2013, il rassemble 17 localités dont une ville, Baja, le chef-lieu du district.
Cette entité existait déjà auparavant jusqu'en 1950 dans le comitat de Bács-Bodrog puis dans le nouveau comitat de Bács-Kiskun jusqu'à sa suppression en 1983 lors d'une réforme territoriale.

## Localités
| Nom             | Statut         | Superficie (km²) | Population (2013) |
| --------------- | -------------- | ---------------- | ----------------- |
| Baja (Hongrie)  | Ville          | 177,61           | 36 224            |
| Bácsszentgyörgy | Commune        | 14,73            | 174               |
| Bátmonostor     | Commune        | 37,95            | 1 519             |
| Csátalja        | Commune        | 39,05            | 1 485             |
| Csávoly         | Commune        | 47,42            | 1 882             |
| Dávod           | Commune        | 69,21            | 2 003             |
| Dunafalva       | Commune        | 57,89            | 905               |
| Érsekcsanád     | Commune        | 58,29            | 2 830             |
| Érsekhalma      | Commune        | 27,56            | 599               |
| Felsőszentiván  | Commune        | 53,54            | 1 865             |
| Gara            | Commune        | 59,96            | 2 359             |
| Hercegszántó    | Commune        | 68,55            | 2 085             |
| Nagybaracska    | Commune        | 37,95            | 2 281             |
| Nemesnádudvar   | Commune        | 58,78            | 1 874             |
| Sükösd          | Grande-commune | 94,18            | 3 727             |
| Szeremle        | Commune        | 34,64            | 1 417             |
| Vaskút          | Commune        | 71,49            | 3 371             |